# رابی رابرتسون
رابی رابرتسون (انگلیسی: Robbie Robertson؛ زادهٔ ۵ ژوئیهٔ ۱۹۴۳ – درگذشتهٔ ۹ اوت ۲۰۲۳) گیتارنواز، ترانه‌سرا، خواننده تهیه‌کننده، آهنگساز فیلم و فیلم‌نامه‌نویس اهل کانادا بود. شهرتش بیشتر به خاطر ترانه‌سرایی و گیتارنوازی در گروه موسیقی د بند است.
از فیلم‌ها یا برنامه‌های تلویزیونی که در آن نقش داشته می‌توان به نگهبان گذرگاه و ریشخند اشاره کرد.